# Richard Boyle (Ruderer)
Richard Frederick Robert Pochin Boyle (* 10. Oktober 1888 in Ipsden; † 6. Februar 1953 in Norton) war ein britischer Ruderer.

## Karriere
Boyle besuchte zunächst das Bradfield College in der Grafschaft Berkshire, bevor er sein Studium an der Trinity Hall der University of Cambridge aufnahm. Als Steuermann führte er die Mannschaft der University of Cambridge 1907 und 1908 zum Sieg im Boat Race gegen Oxford. Im Jahr 1908 nahm er zudem an den Olympischen Spielen in London teil und gewann mit dem Achter die Bronzemedaille.
Während des Ersten Weltkriegs diente er als Captain in der Oxfordshire and Buckinghamshire Light Infantry. Für seine Verdienste wurde er mit der British War Medal und der Victory Medal ausgezeichnet.